# آر. إرفينغ باركس
آر. إرفينغ باركس هو منافس ألعاب قوى كندي، ولد في 8 يوليو 1886 في تورونتو في كندا، وتوفي في 23 سبتمبر 1964.

## وصلات خارجية
- آر. إرفينغ باركس على موقع أوليمبيديا (الإنجليزية)